# Thief River Falls (Minnesota)
Thief River Falls es una ciudad ubicada en el condado de Pennington en el estado estadounidense de Minnesota. En el Censo de 2010 tenía una población de 8573 habitantes y una densidad poblacional de 635,08 personas por km².

## Geografía
Thief River Falls se encuentra ubicada en las coordenadas 48°6′51″N 96°10′33″O / 48.11417, -96.17583. Según la Oficina del Censo de los Estados Unidos, Thief River Falls tiene una superficie total de 13.5 km², de la cual 13.01 km² corresponden a tierra firme y (3.65%) 0.49 km² es agua.

## Demografía
Según el censo de 2010, había 8573 personas residiendo en Thief River Falls. La densidad de población era de 635,08 hab./km². De los 8573 habitantes, Thief River Falls estaba compuesto por el 92.01% blancos, el 2.09% eran afroamericanos, el 1.92% eran amerindios, el 0.69% eran asiáticos, el 0% eran isleños del Pacífico, el 1.03% eran de otras razas y el 2.26% pertenecían a dos o más razas. Del total de la población el 3.18% eran hispanos o latinos de cualquier raza.